# Magnaghi (A 5303)
La Magnaghi (A 5303), denominata anche Ammiraglio Magnaghi, è la prima nave idro-oceanografica progettata e costruita in Italia. È la terza unità della Marina militare italiana a portare il nome dell'ammiraglio Giovan Battista Magnaghi dopo la Ammiraglio Magnaghi del 1914 e la corvetta Alabarda del 1943.
L'unità è stata costruita nei Cantieri Navali Riuniti di Riva Trigoso ed è stata consegnata alla Marina Militare il 2 maggio 1975. Il primo comandante della nave fu l'ammiraglio Giuseppe Angrisano. 
La nave è stata rimodernata nel 1990-91. La nave è alle dipendenze del COMFORAUS, il Comando delle Forze Ausiliarie di La Spezia, ma dal punto di vista tecnico dipende dall'Istituto Idrografico della Marina di Genova.

## Caratteristiche
La nave è equipaggiata per compiti Oceanografici con apparecchiature idrografiche, oceanografiche, di radionavigazione, di precisione e di elaborazione dei dati. La sua struttura prevede un'alta plancia con un piccolo albero posteriore e un fumaiolo, una lunga sovrastruttura con due lance per parte, e infine la piattaforma per elicottero con un ponte di volo privo di hangar per consentire l'appontaggio di un elicottero AB212. La nave è stata la prima ad essere realizzata, in Italia, appositamente per il ruolo oceanografico, affiancando 'Mirto' e 'Pioppo' due dragamine classe Legni adattati ed attrezzati per questo tipo di compiti, ed è dotata di tre imbarcazioni per rilievi idrografici costieri e litoranei equipaggiate con ecoscandaglio, una imbarcazione per rilievi portuali e due gommoni.

## Crest
Il crest dell'unità è composto dal volto dell'Ammiraglio Magnaghi, in primo piano, copiato dal quadro che troneggia nella sala riunioni dell'Istituto Idrografico con la nave sullo sfondo, all'orizzonte. Il nome dell'unità segue il profilo inferiore del tondo mentre il motto Nauta pro nautis fa da corona sul profilo superiore.

## Galleria d'immagini

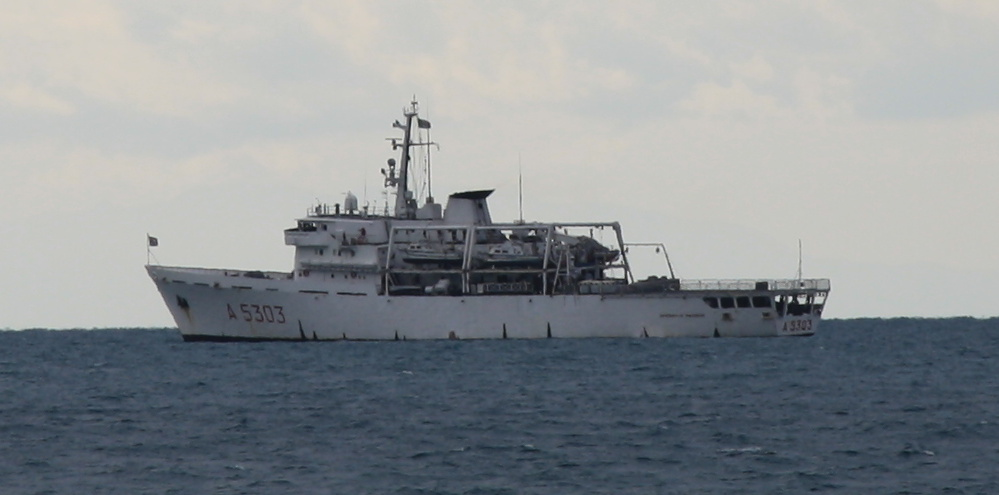
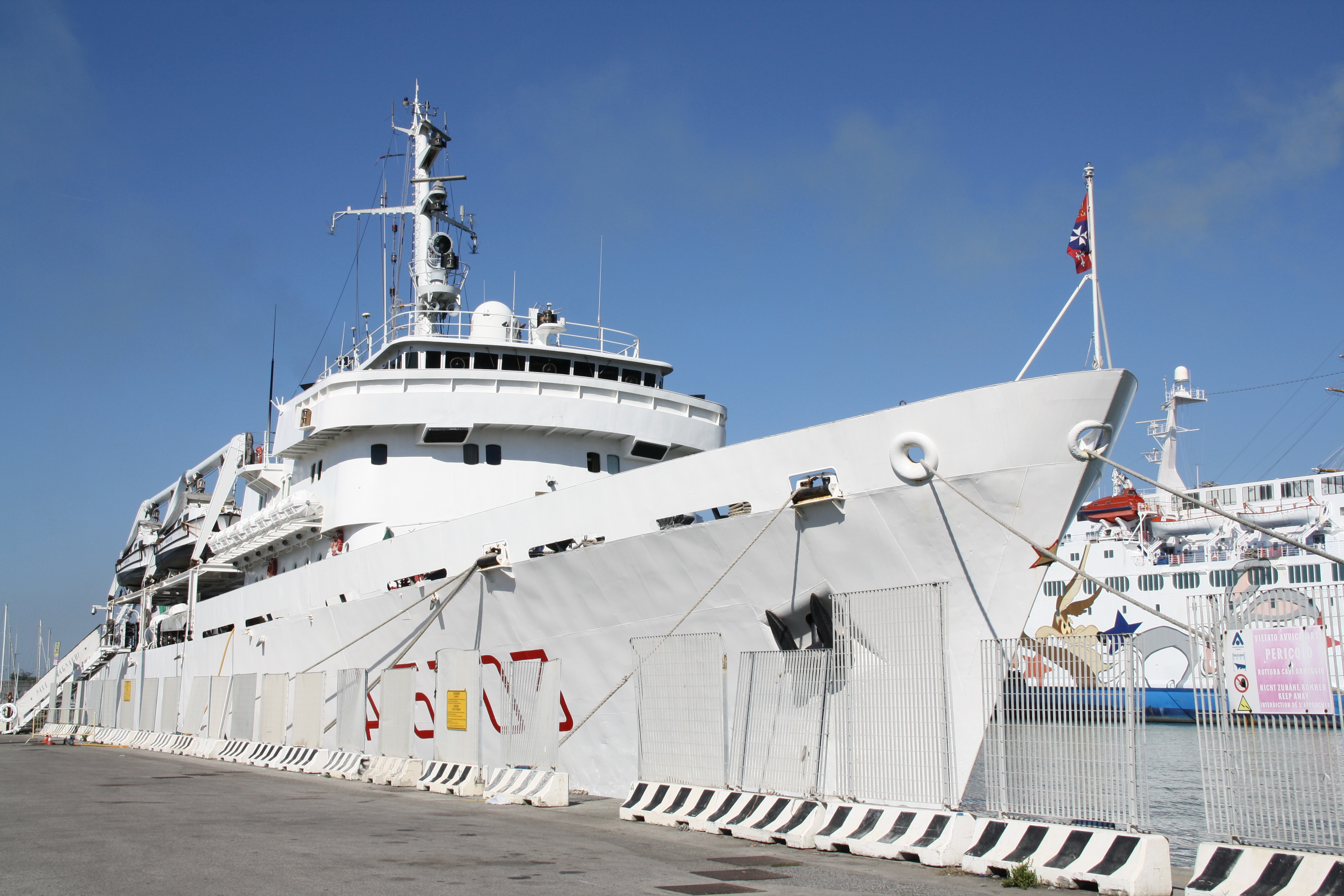
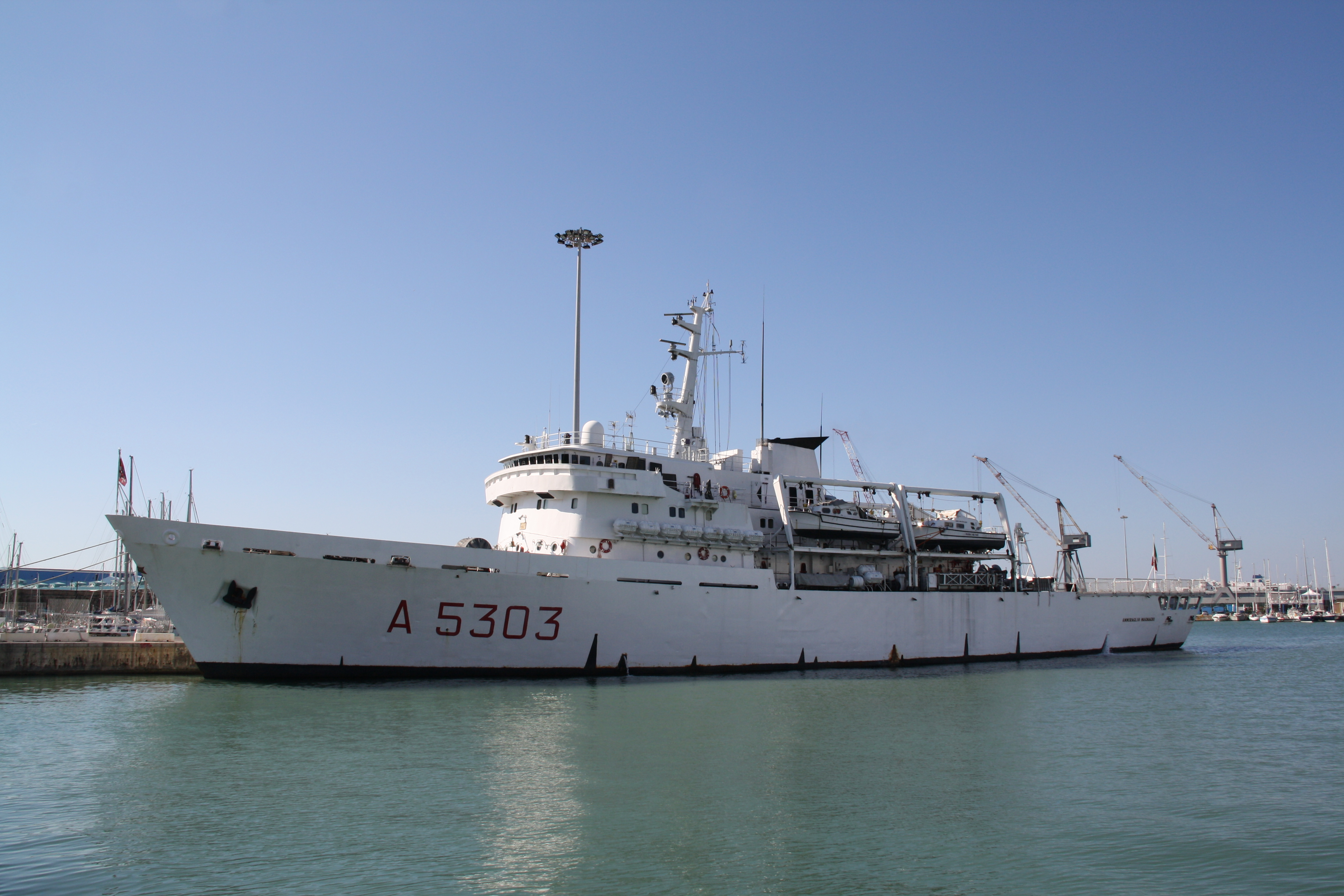